# نزلة أولاد مرجان
قرية نزلة أولاد مرجان  هي إحدي القرى التابعة لمركز دير مواس بمحافظة المنيا في جمهورية مصر العربية. حسب إحصاءات سنة 2006، بلغ إجمالي السكان في نزلة أولاد مرجان 3992 نسمة، منهم 2011 رجل و1981 امرأة.